# Cottea
Cottea là một chi thực vật có hoa trong họ Hòa thảo (Poaceae).

## Loài
Chi Cottea gồm các loài: